# Podocerus inconspicuus
Podocerus inconspicuus is een vlokreeftensoort uit de familie van de Podoceridae. De wetenschappelijke naam van de soort is voor het eerst geldig gepubliceerd in 1888 door Thomas Roscoe Rede Stebbing.